# Galt (Iowa)
Pour les articles homonymes, voir Galt.
La ville américaine de Galt est située dans le comté de Wright, dans l’État de l’Iowa. Elle comptait 32 habitants lors du recensement de 2010.

## Source
- (en) Cet article est partiellement ou en totalité issu de l’article de Wikipédia en anglais intitulé « Galt, Iowa » (voir la liste des auteurs).